# Houstonia greenei
Houstonia greenei är en måreväxtart som först beskrevs av Asa Gray, och fick sitt nu gällande namn av Edward Everett Terrell. Houstonia greenei ingår i släktet Houstonia och familjen måreväxter. Inga underarter finns listade i Catalogue of Life.